# جوایز بریت ۲۰۱۵
جوایز بریت ۲۰۱۵، سی و پنجمین مراسم است که در ۲۵ فوریه ۲۰۱۵ در ورزشگاه او۲ آرنا لندن توسط صنعت ضبط صدای بریتانیا برگزار شد. سم اسمیت و اد شیرن هرکدام با دو جایزه، بیشترین جایزه را در این مراسم نسبت به سایر هنرمندان بدست آوردند.